# Gibraltar-Range-Nationalpark
Der Gibraltar-Range-Nationalpark ist ein Nationalpark im Nordosten des australischen Bundesstaates New South Wales, 493 km nördlich von Sydney und 79 km nordöstlich von Glen Innes.
Im Park liegen Gondwana-Regenwälder in der Gibraltar Range und Washpool Range. Der Washpool-Nationalpark schließt sich im Nordwesten an, der Nymboida-Nationalpark im Süden. Die Regenwälder gehören seit 1986 zum UNESCO-Weltnaturerbe und wurden 2007 in die Liste des Australischen Nationalerbes aufgenommen.

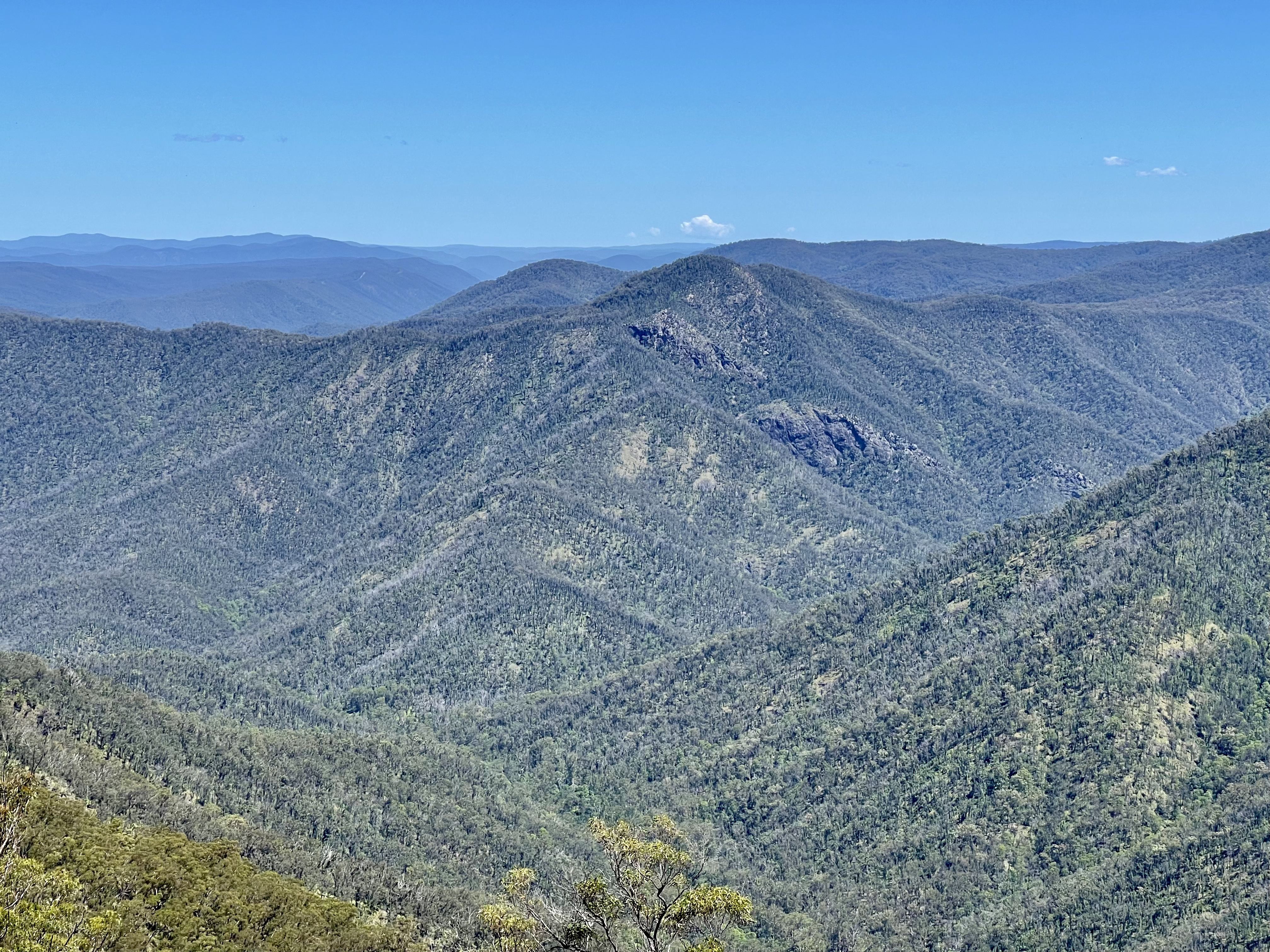
Blick vom Raspberry Lookout
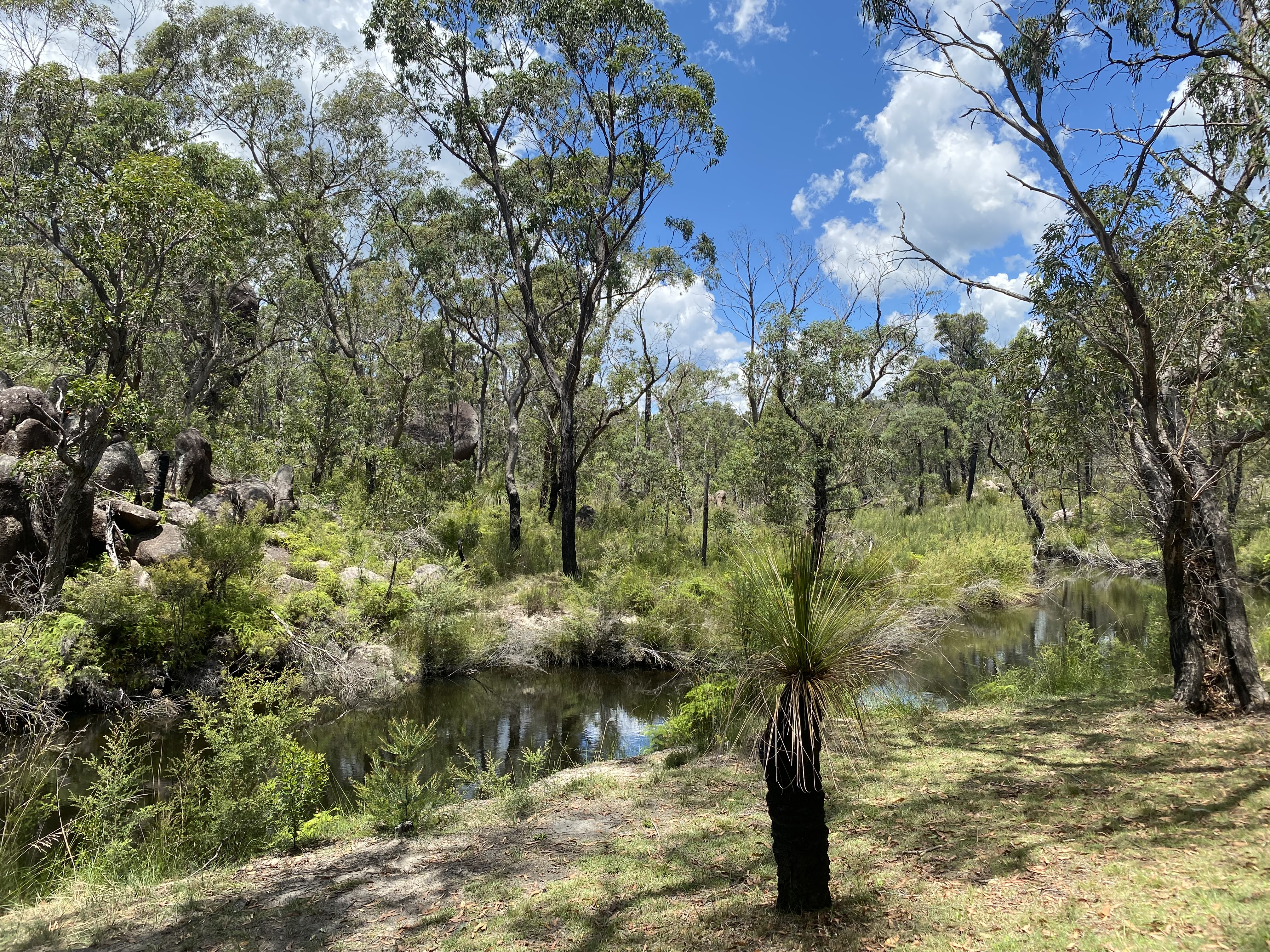
Platypus Creek Trail
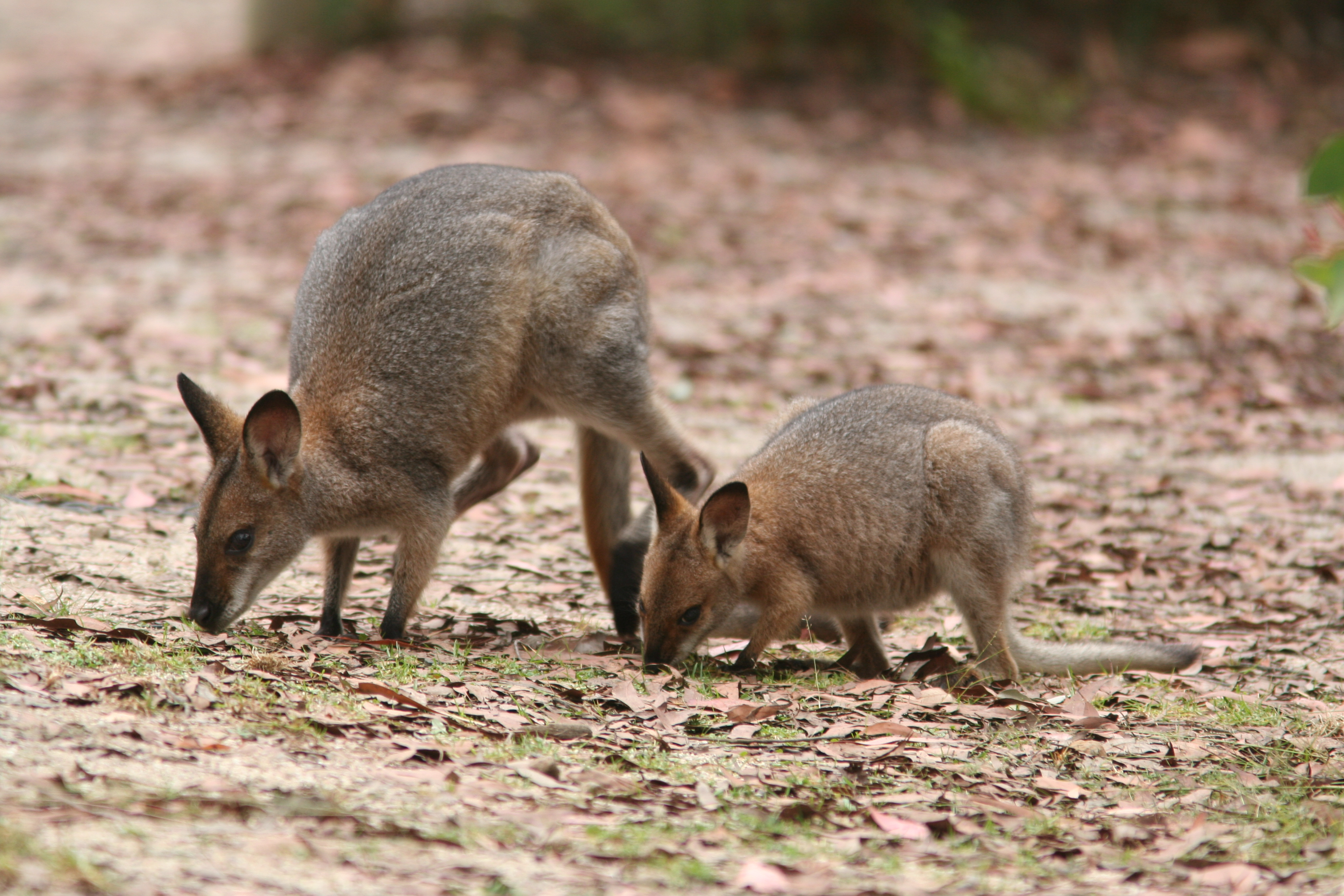
Rotnackenwallabys